# Université Adam Barka d'Abéché
L'université Adam Barka (UNABA) est un établissement d'enseignement supérieur public tchadien situé dans la ville d'Abéché, à l'Est du pays.

## Historique
Créée en décembre 2003, l'université Adam Barka est située à Abéché, l'une des principales villes du Tchad. Elle a en effet eu le mérite de former plusieurs jeunes Tchadiens depuis sa création et ce dans plusieurs domaines.
Depuis 2016, les choses ne vont pas bon train. Si les étudiants n'avaient plus d'autre choix que de supporter la suppression de leurs bourses d'études, ils ne pouvaient surtout plus profiter d'une continuité des cours comme à l'accoutumée et ceci est lié au paiement irrégulier des salaires des enseignants, conduisant à des grèves sporadiques, quelquefois allant à un mois d'arrêt.
Compte tenu de l'insuffisance de son budget, l'UNABA ne forme les étudiants que pour le 1er cycle universitaire. Les étudiants, une fois leur diplôme de licence validé, se rendent en majorité au Cameroun pour les cycles supérieurs, certains au Sénégal, d'autres en France etc. Sans difficulté, à l'international, les étudiants de l'UNABA s'en sortent généralement au cycle master. Certains rentrent au pays, d'autres entament le 3e cycle. L'absence totale des bourses d'excellence ou simplement de l'État ne facilite pas la propension rapide des diplômés de l'UNABA ; un problème qui concerne également toutes les autres universités tchadiennes.
Depuis 2015, le cycle master est ouvert mais reste limitatif. Faute de moyens importants pour un suivi normal de ce deuxième cycle universitaire, seuls les étudiants de Droit y ont eu accès (arabophones et francophones). Ils étaient en outre tenus de payer la somme de 300 000 FCFA par an, soit une multiplication par 10 des frais payés annuellement au premier cycle.

## Disciplines et spécialisations
L'université compte quatre facultés :
- Faculté des Sciences et Techniques
- Faculté des Lettres, Arts et Sciences Humaines
- Faculté de Droit et Sciences Économiques
- Faculté des Sciences de la Santé[1]

## Liste des recteurs
- Ali Souleyman Dabye (2003-2008) ;
- Mahamat Ali Moustapha (2008-2017) ;
- Ousman Mahamat Adam (2017-2019) ;
- Mahamat Seid Ali (depuis 2019).
- Mahamat Ali Moustapha (2023 jusqu'à présent)